# Panzerotti
Les panzerotti (panzerotto au singulier) sont des chaussons de pâte à pizza fraîche, farcis, spécialité des Pouilles. Parfois appelés calzone, ils diffèrent de la pizza par sa pâte frite en beignets.

## Étymologie
Panzerotto est le diminutif de panza, forme populaire de pancia (« ventre »), issu du latin pantex (« intestin, panse ») et cognat du français « panse ».
Rotto signifiant pour sa part rompu.

## Caractéristiques
Préparés à l'avance, ils peuvent être réchauffés ensuite au four, dans les établissements de restauration rapide spécialisés qui les proposent. C'est un type de préparation qu'on trouve beaucoup plus rarement que la très internationale pizza. Tout comme les pizzas, ils sont garnis avec divers ingrédients selon la saison et les régions.

## Histoire
Les panzerotti sont originaires du centre et du sud de l'Italie, en particulier de la cuisine des Pouilles. Il s'agit essentiellement de petites versions des calzoni, mais elles sont généralement frites plutôt que cuites au four, c'est pourquoi elles sont appelées aussi calzoni fritti (« calzones frits ») ou pizze fritte (« pizzas frites ») en Italie, le plus souvent en Campanie. Dans certaines régions des Pouilles, telles que Molfetta et Mola di Bari (toutes deux dans la Ville métropolitaine de Bari), les panzerotti portent également le nom de frittelle ou frittelli (« beignets »),, tandis qu'à Brindisi, elles sont appelées fritte (une variante locale de frittelle).
Les garnitures les plus courantes pour ce chausson sont la tomate et la mozzarella. Les tomates entières pelées sont égouttées et séchées pour être utilisées comme garniture, car l'utilisation de tomates non séchées entraînerait le déchirement de la pâte à cause de l'humidité. Les autres garnitures sont des oignons sautés dans de l'huile d'olive et assaisonnés d'anchois et de câpres salés ou de mortadelle et de provolone.
Une autre recette de panzerotti est le panzerotti di patate (« panzerottis de pommes de terre »), une spécialité du Salento qui consiste en une purée de pommes de terre, des croquettes plutôt que de panzerotti comme le terme l'indique le plus souvent.